# Pandòsia (Epir)
Pandòsia (en grec antic: Πανδοσία, llatí: Pandosia) fou una ciutat de l'antiga Grècia situada a la Tespròcia, a la Regió de l'Epir. L'habitaven els cassopis, una tribu dels tesprocis. Estava situada a la regió de la Cassopea i construïda sobre tres pujols vora la llacuna Aquerúsia, on desembocava el riu Aqueront, i que connectava la ciutat amb la mar, de manera que és probable que hagués tengut un port.
Segons Demòstenes, Pandòsia era una colònia elea, però no indica l'època en què s'hauria establert, i les restes arqueològiques indiquen que el poblament del jaciment es remunta en època prehistòrica. Sembla que Pandòsia fou una polis independent, però al segle iv aC depenia de Cassope, la capital del districte. Segons el mateix Demòstenes (Setena Filípica), Filip II de Macedònia va assetjar i barrejar Pandòsia i altres ciutats i viles veïnes com Búqueta i Elatea abans de lliurar-les el seu germà Alexandre, que es va convertir en rei d'Epir l'any 342 aC.
Les restes arqueològiques de l'antiga Pandòsia es troben a la falda del pujol sota el qual es troba la vila de Kastrí, al municipi de Parga. Al cim del pujol s'observen les romanalles d'una antiga acròpoli murada, i a la falda s'observen les restes de la ciutat.